# Megumi Kaneko
Megumi Kaneko (金子 恵美, Kaneko Megumi), née le 27 février 1978, est une femme politique japonaise, représentant la préfecture de Niigata à la Chambre des représentants du Japon pour le parti libéral démocrate japonais. Elle est nommée au gouvernement Abe III en 2016, en tant que secrétaire parlementaire chargée des Affaires intérieures et des Communications. 

## Jeunesse et carrière pré-électorale
Kaneko est diplômée de l'université de Waseda, dont elle obtient un diplôme de lettres. En 2003, elle est élue Miss Kanto.

## Carrière électorale
Kaneko fait ses premiers pas en politique en 2007, lors de son élection au conseil municipal de la ville de Niigata. Elle démissionne de cette position en 2010 pour rejoindre l'assemblée préfectorale de la préfecture de Niigata, et est réélue en 2011 à ce poste.
Elle se présente en 2012 aux élections législatives japonaises dans la quatrième circonscription de la préfecture de Niigata sous les couleurs du PLD, et est élue après avoir battu Makiko Kikuta, députée sortante du parti démocrate du Japon. Elle gagne de nouveau en 2014, mais d'une plus petite marge, et conserve son siège,. En 2016, elle intègre le gouvernement Abe III, en tant que secrétaire parlementaire chargée des Affaires intérieures et des Communications.
Opposée de nouveau à Makiko Kikuta lors des élections législatives japonaises de 2017, elle perd son siège, à la suite d'une baisse de popularité liée au scandale d'infidélité de son mari,. Elle tente de regagner en popularité en participant à plusieurs émissions télévisées japonaises avec son mari, mais avec peu de succès.
Elle annonce son retrait de la vie politique en 2019 et déclare débuter une carrière dans les médias.

## Prises de position
Elle fait la promotion et soutient les Abenomics, politique économique japonaise promue par le premier ministre Shinzō Abe. Elle estime également que l'énergie nucléaire est nécessaire à la contribution énergétique japonaise.

## Vie privée
Elle épouse Kensuke Miyazaki (en), lui aussi homme politique du PLD, en mai 2015, après que ce dernier ait divorcé d'Ayuko Katō, elle aussi membre du PLD. En août, le couple annonce la grossesse de Kaneko. Elle donne naissance à un garçon en février 2016. Son mari annonce l'intention de partir en congé paternité, dont il fait la promotion. Quelques jours après la naissance de leur enfant, l'infidélité de son mari est annoncée dans la presse japonaise, forçant ce dernier à la démission,.